# Tê giác Na Dương
Tê giác Na Dương (danh pháp hai phần: Epiaceratherium naduongense) là hóa thạch tê giác thuộc chi Epiaceratherium O. Abel, 1910) được phát hiện tại thị trấn Na Dương, huyện Lộc Bình, tỉnh Lạng Sơn, Việt Nam năm 2013.

## Phát hiện và đặt tên
Năm 2013 phát hiện hoá thạch tại mỏ than lộ thiên Na Dương, Lộc Bình, Lạng Sơn Việt Nam. Được Giáo sư Tiến sĩ Madelaine Böhme từ Trung tâm Tiến hoá Loài người và Cổ môi trường Senckenberg (HEP) tại Đại học Tübingen, Đức và cộng sự đặt tên theo địa danh Na Dương

## Mô tả
Tê giác na dương Epiaceratherium naduongense có hình dạng với loài tê giác Epiaceratherium  bolcense đã được tìm thấy ở Italy (Monteviale)